# Emanuels Grinbergs
Emanuels Grinbergs (em letão: Emanuels Grīnbergs; 1911–1982) foi um matemático letão, conhecido por seus trabalhos em teoria dos grafos. Provou o teorema de Grinberg sobre a hamiltoniedade de grafos planares.